# 比利时—德国关系
比利时-德国关系指的是比利时王国和德意志联邦共和国之间的双边关系。这两国家互为邻国，路上边界长达204公里。两国均为北约组织、欧盟以及欧元区成员。
比利时在柏林设有大使馆，在科隆设有领事馆，并且在杜伊斯堡、法兰克福、慕尼黑、亚琛、汉堡、斯图加特和不来梅设有名誉领事馆。德国则在布鲁塞尔设有大使馆，在列日、哈瑟尔特、安特卫普和奥伊彭设有名誉领事馆。